# Napoli e le terre d'oltremare
Napoli e le terre d'oltremare è un documentario del 1940 diretto da Alessandro Blasetti, interrotto in seguito allo scoppio della guerra. Il soggetto doveva essere l'omonima mostra.